# Empidideicus zoyphus
Empidideicus zoyphus is een vliegensoort uit de familie van de Mythicomyiidae. De wetenschappelijke naam van de soort is voor het eerst geldig gepubliceerd in 1973 door Deeming.